# Праду, Аделия
Аделия Праду (порт. Adélia Luzia Prado Freitas; род. 13 декабря 1934, Дивинополис, Минас-Жерайс, Бразилия) – бразильская поэтесса.

## Биография
Дочь железнодорожного служащего. Писать стихи начала после смерти матери в 1950. С 1955 в течение четверти века работала школьной учительницей, затем служила в министерстве образования. В 1973 закончила философский факультет в своем родном городе, преподавала философию и этику в светских и религиозных учебных заведениях. В 1975  опубликовала первую книгу стихов при поддержке Карлоса Друммонда де Андраде, который высоко оценил её поэзию  и назвал автора пламенником Бога в Дивинополисе; в презентации книги, ставшей заметным культурным событием,  участвовали сам Карлос Друммонд де Андраде, Клариси Лиспектор, Жуселину Кубичек и др.  В 1994-1999 поэтесса пережила тяжелую депрессию, в эти годы не печаталась. Её творчество (и молчание) насколько раз исследовал в своих трудах видный бразильский протестантский теолог, религиовед, психоаналитик и педагог Алвиш, Рубен|Рубен Алвиш (книга Пир Бабетты и др. - ).

## Творчество
Праду - автор глубоко религиозной лирики, прозы и драматургии, её стихи выходили отдельными книгами на  испанском, итальянском, английском языках. К её творчеству обращаются театральные режиссёры Бразилии, она сама не раз сотрудничала с театром - драматическим, музыкальным, балетным.

## Произведения

### Стихи
- Bagagem (1975)
- O Coração Disparado (1978, премия Жабути)
- Terra de Santa Cruz (1981)
- O Pelicano (1987)
- A Faca no Peito (1988)
- Oráculos de Maio (1999)
- A duração do dia (2010)

### Проза
- Solte os Cachorros (1979, новеллы)
- Cacos para um Vitral (1980, роман)
- Os Componentes da Banda (1984, роман)
- O Homem da Mão Seca (1994, роман)
- Manuscritos de Filipa (1999, роман)
- Filandras (2001, новеллы)
- Quero minha mãe  (2005, роман)
- Quando eu era pequena (2006, книга для детей и юношества)
- Carmela vai à escola (2011, книга для детей и юношества)

### Сводные издания
- Poesia Reunida (1991)
- Prosa Reunida (1999)